# Июнь 2023 года

Список событий июня 2023 года.

## События
- 1 июня
  - Обстрел города Шебекино в Белгородской области и эвакуация его жителей[1].
  - Происшествия и катастрофы
    - В Мексике сотрудники полиции обнаружили десятки мешков с фрагментами тел людей во время поисков семи ранее пропавших мужчин. Найдено по меньшей мере 45 мешков, в которых обнаружили фрагменты тел как мужчин, так и женщин[2].

  - Наука
    - Британские учёные сумели поднять температуру в ядерном реакторе до 100 млн градусов Цельсия. Это температурный порог, за которым атомы водорода могут начать сливаться в гелий, высвобождая устойчивую энергию[3].

- 2 июня
  - Наука
    - Исследователи из Университета Осло во главе с Викторией С. Энгельшион при помощи рентгеновского анализа идентифицировали рептилию, найденную в 2008 году на Шпицбергене, как ихтиозавра[4].

  - Происшествия и катастрофы
    - 275 человек погибли и 1175 пострадали при крушении трёх поездов в Одише, Индия[5].

- 3 июня
  - Массовое отравление метанолом в России (2023)

- 5 июня
  - Наука
    - Учёные обнаружили 4 новых геоглифа Наска с помощью глубокого обучения ИИ[6].

  - Губернатор Белгородской области Вячеслав Гладков сообщил, что представители региональных властей «не могут войти» в село Новая Таволжанка. Русский добровольческий корпус утверждает, что продолжает контролировать населённый пункт и предложил ему встретиться с ними в храме села, для передачи российских пленных, но встреча так и не состоялась[7].
  - Происшествия и катастрофы
    - В Китае в результате обвала горной породы погибли как минимум 19 человек, ещё 5 пострадали[8].
    - Власти Кыргызстана сообщили о попытке государственного переворота и провели аресты подозреваемых[9].

- 6 июня
  - Наука
    - Учёные на территории, известной как «Колыбель человечества», в пещере «Восходящая звезда» (англ. Rising Star) нашли несколько захоронений людей вида Homo naledi. Ранее считалось, что этот дальний родственник современного человека не был способен к сложному поведению[10].

  - Происшествия и катастрофы
    - Разрушена Каховская ГЭС, уровень воды ниже по течению Днепра стал быстро подниматься. Под угрозой оказались работа Запорожской АЭС, которая может остаться без охлаждения, а также водоснабжение в Крыму[11].

- 7 июня
  - Учёные впервые нашли доказательства того, что самки крокодилов способны откладывать яйца без участия самцов. Исследователи описали случай, когда одинокая самка американского крокодила (Crocodylus acutus), живущая в неволе в течение 16 лет, отложила яйца[12].
  - В Казахстане сообщили о скором закрытии канцелярии первого президента Нурсултана Назарбаева[13].
  - Ким Чен Ын запретил самоубийства в КНДР, назвав это «изменой социализму»[14].

- 8 июня
  - Мужчина ножом ранил 6 детей на детской площадке во французском городе Анси[15].

- 9 июня
  - В Швейцарии потребовали отмены[16] концертов группы Rammstein на фоне обвинений в адрес фронтмена Тилля Линдеманна в сексуальных домогательствах к фанаткам[17].
  - Как минимум 27 человек погибли и ещё 53 пострадали в результате взрыва ранее не разорвавшегося снаряда в Сомали[18].
  - На партийном съезде в Сейняйоки полностью сменилось руководство финской партии «Зелёный союз», потерпевшей поражение на парламентских выборах 2023 года. Новым председателем стала София Вирта, её заместителями — Орас Тюнккюнен, Силья Керянен[фин.] и Белла Форсгрен. Секретарём избрана Анна Моринг[вд][19].

- 11 июня
  - В Румынии произошло два землетрясения в течение одного дня[20].
  - Новак Джокович выиграл рекордный, 23-й титул Большого шлема, обыграв в финале Ролан Гаррос Каспера Рууда.
  - 36 человек погибли и 106 пострадали в результате массового отравления метанолом в России[21][22].
  - На парламентских выборах в Черногории наибольшее число голосов получило сформированное в 2022 году движение «Европа сейчас!» под руководством Милойко Спаича.

- 12 июня
  - В Италии скончался Сильвио Берлускони, четырежды становившийся премьер-министром этой страны[23].
  - Ракета-носитель Falcon 9 вывела на орбиту партию из 52 мини-спутников для пополнения орбитальной группировки глобальной сети интернет-покрытия системы Starlink[24].
  - По меньшей мере 100 человек погибли в результате крушения лодки в Нигерии, десятки числятся пропавшими без вести[25].
  - «Денвер Наггетс» впервые в своей истории вошли в число чемпионов НБА, обыграв в финале «Майами Хит»[26].

- 13 июня
  - Исследователи из Задарского университета сообщили о начале исследований 7000-летней каменной дороги, найденной на дне моря под илом[27].
  - По меньшей мере 9 человек получили ранения в результате массовой стрельбы недалеко от центра Денвера (США), 3 из них находятся в критическом состоянии[28].
  - Ракетный удар по Кривому Рогу унёс жизни 13 жителей города и ранил 36 человек[29][30].
  - И за лесных пожаров которые бушуют в области Абай (Казахстан), погибло 14 человек[31].
  - Хоккейный клуб «Вегас Голден Найтс» впервые в истории стал обладателем Кубка Стэнли, победив в финальной серии «Флориду Пантерз»[32].

- 14 июня
  - Российский ракетный удар «Калибрами» по Одессе. Повреждены бизнес-центр, жилые дома, учебное заведение, ресторан, магазины, склад. Три человека погибли и 13 ранены[33].
  - В международных водах около берегов Греции затонуло рыболовецкое судно с нелегальными мигрантами «Андриана», шедшее из Ливии в Италию. Погибли по меньшей мере 79 человек[34].

- 15 июня
  - Учёными из Японии разработана навигационная система MuWNS на основе космических лучей[35].
  - Учёные впервые создали синтетические копии человеческих эмбрионов на основе стволовых клеток[36].

- 16 июня
  - Три человека погибли и более 75 получили ранения в Техасе в результате обрушившегося на город Перритон торнадо[37].
  - 16 июня отмечается 60-летний юбилей первого полёта женщины-космонавта, его выполнила Валентина Терешкова[38].
  - В результате атаки повстанцев на школу в Уганде убито 42 человека, в том числе 38 учеников[39].

- 17 июня
  - По меньшей мере 96 человек погибли в результате аномальной жары, начавшейся два дня назад в штатах Уттар-Прадеш и Бихар в Индии[40].

- 19 июня
  - Британская компания Skyrora начала испытания ракетных двигателей, созданных на 3D-принтере[41].
  - Сборная Испании по футболу в серии пенальти обыграла команду Хорватии в финальном матче Лиги наций[42].
  - Батискаф, перевозивший туристов к затонувшему судну «Титаник», объявлен пропавшим без вести, и Береговая охрана США пытается обнаружить пропавший подводный аппарат[43].

- 20 июня
  - Президент Финляндии Саули Ниинистё назначил новое правительство под руководством премьер-министра Петтери Орпо[44].
  - Стрельба произошла около еврейского посёлка Эли на западном берегу реки Иордан. На месте погибли 4 человека, ещё 4 получили ранения различной степени тяжести[45].
  - Эстония первой из постсоветских стран легализовала однополые браки[46].

- 21 июня
  - В исторической части Парижа произошёл взрыв, после чего начался пожар. По предварительным данным, под завалами находятся люди, число пострадавших уточняется[47].

- 22 июня
  - Береговая охрана США подтвердила гибель экипажа батискафа «Титан», пропавшего в Атлантическом океане, и обнаружение его обломков[48].
  - Учёные из Университета Кордовы заявили об обнаружении фрагмента амфоры со стихами древнего поэта Вергилия. Результаты исследования опубликованы в Journal of Roman Archaeology[49].

- 23 июня
  - Наука
    - Голландские археологи обнаружили древнее святилище возрастом 4000 лет, его называют «Нидерландским Стоунхенджем» по аналогии с мегалитическим сооружением на территории Великобритании[50].
    - Биологи из Мюнхенского университета секвенировали ДНК морской губки Aphrocallistes Vastus[51].
- 23—24 июня
  - Мятеж ЧВК Вагнер в России: мятежники взяли под контроль Ростов-на-Дону и отправилась маршем на Москву через Воронежскую и Липецкую область. В нескольких регионах, в том числе Москве и Московской области, был объявлен режим контртеррористической операции. Сбиты 1 самолёт и 6 вертолётов армии РФ, несколько военнослужащих погибли. При посредничестве президента Белоруссии Александра Лукашенко, Евгений Пригожин прекратил мятеж и развернул колонны[52].

- 25 июня
  - В штате Монтана (США) сход с рельсов грузового поезда привёл к обрушению железнодорожного моста, также в результате аварии несколько цистерн с нефтепродуктами рухнули в реку Йеллоустоун[53].

- 26 июня
  - Элтон Джон завершает музыкальную карьеру, он дал последний концерт у себя на родине в рамках прощального тура[54].

- 27 июня
  - Войска РФ нанесли ракетный удар по Краматорску. В пиццерии Ria погибло 12 человек, более 60 ранены[55]

- 28 июня
  - В пригороде Парижа Нантер начались беспорядки после того, как полицейский убил 17-летнего подростка[56].
  - Шведская полиция разрешила проведение акции, в которой должны сжечь Коран у здания мечети в Стокгольме в преддверии мусульманского праздника Курбан-байрам[57].
  - Южная Корея отказалась от традиционного метода подсчета возраста и перешла на международный стандарт[58].
- 29 июня
  - Предстоящий концертный тур Celebration Мадонны отложен из-за госпитализации певицы, также на неопределённое время перенесены все концерты[59].
  - В Нью-Йорке произошёл пожар во флагманском магазине Tiffany[60].
  - Десятки протестующих иракцев взяли штурмом посольство Швеции в Багдаде в ответ на акцию сожжения Корана перед центральной мечетью Стокгольма[61].

- 30 июня
  - Стрельба в международном аэропорту Кишинёва. Погибли 3 человека, включая стрелка. Стрельбу устроил находящийся в розыске гражданин Таджикистана[62].
  - Apple стала первой компанией в мире, рыночная капитализация которой достигла 3 трлн долларов[63]. Кроме этого, вес компании в индексе S&P 500 достиг уровня 7,6 %, рекордного для одной компании за всю историю индекса[64].